# Єрьомино (Митищинський міський округ)
Єрьо́мино (рос. Ерёмино) — присілок у складі Митищинського міського округу Московської області, Росія.

## Населення
Населення — 253 особи (2010; 218 у 2002).
Національний склад (станом на 2002 рік):
- росіяни — 87 %